# Malta-Hochalmstraße

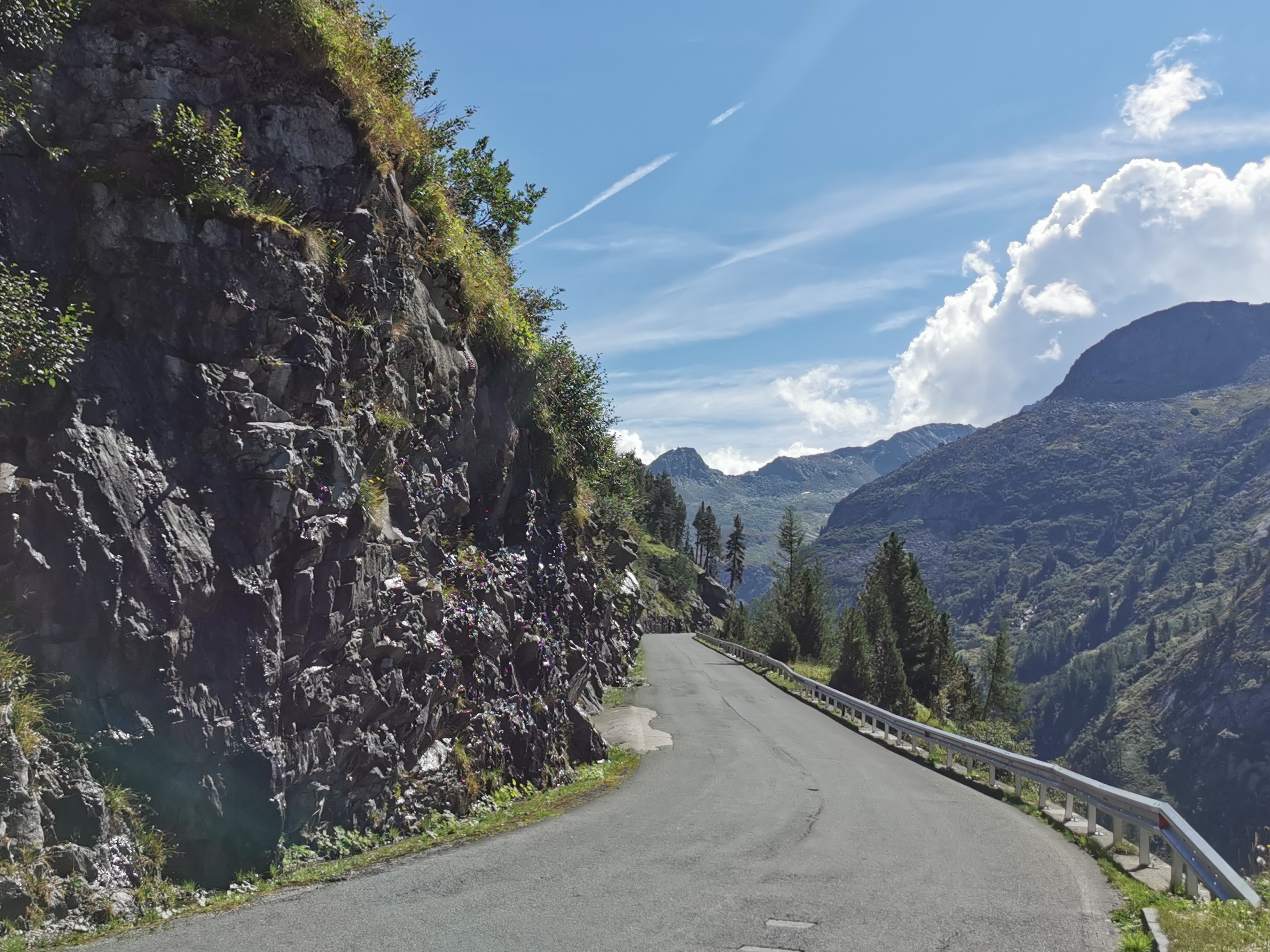
Teilansicht

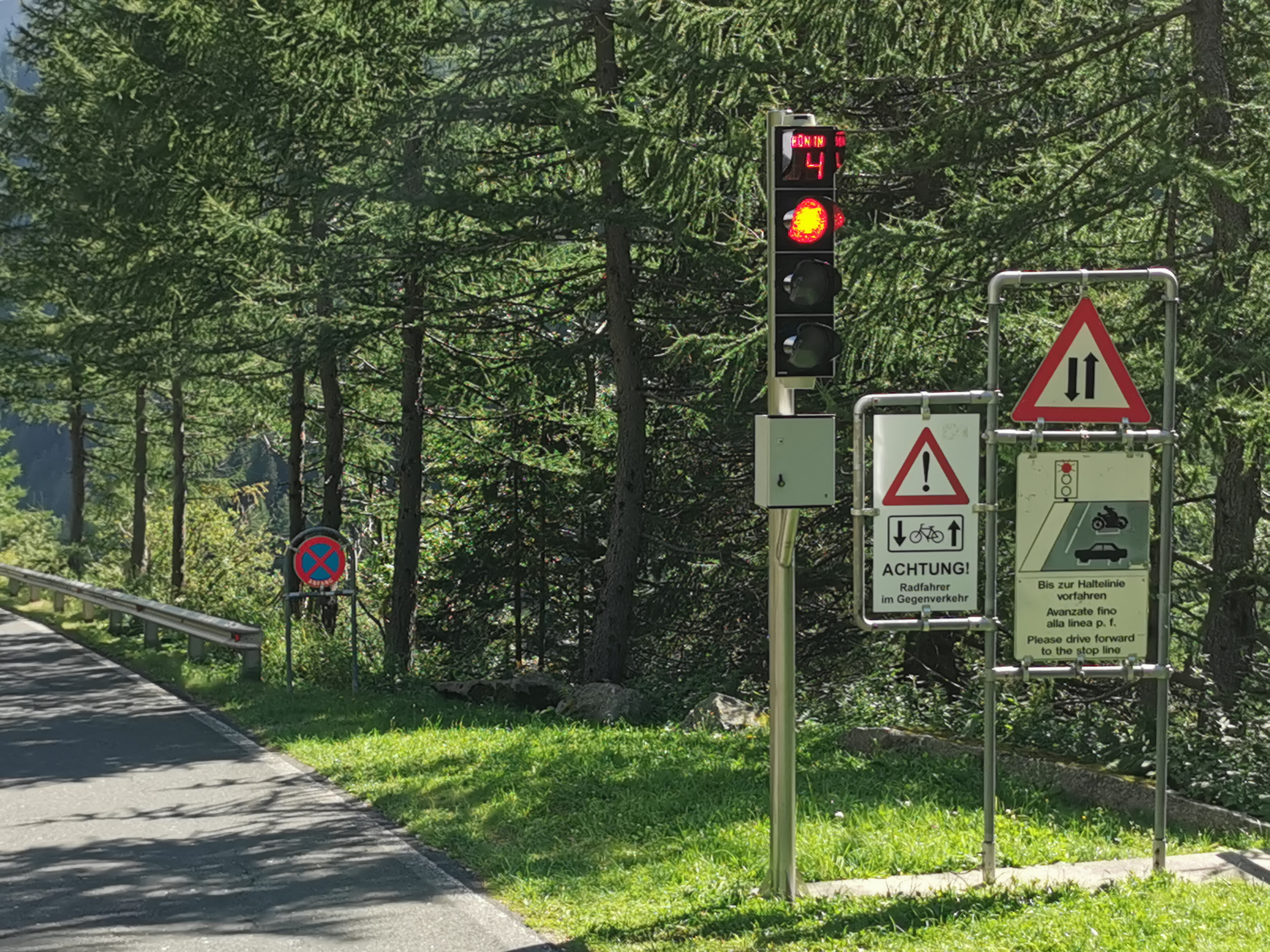
Lichtsignalanlage mit Anzeigetafel der Restwartezeit an der einspurigen Verkehrsführung

Die Malta-Hochalmstraße führt von der Gemeinde Malta in Kärnten zur Kölnbreinsperre. Es handelt sich um eine 14,4 km lange Mautstraße in reizvoller alpiner Landschaft, die von Anfang Mai bis Ende Oktober jeweils von 7 bis 18 Uhr befahrbar ist. Betreiber ist die Verbund Hydro Power AG.
Sie führt durch sechs eigentümliche Natursteintunnel, die in den Fels gehauen sind, einige Kehren und vorbei an vielen Wasserfällen im "Tal der stürzenden Wasser". Es geht auf eine Höhe von 1902 Metern bis zur Talsperre in den Hohen Tauern. Die Straße wurde ursprünglich als Baustraße für die Kölnbreintalsperre gebaut und später als touristische Attraktion für den normalen Verkehr freigegeben. Am Ende der Straße befindet sich auch das Bergrestaurant Hotel Malta mit einer Ausstellung zum Staumauer-Bau und eine Mineralien-Ausstellung.
Busse, die nicht höher als 3,85 und nicht länger als 14 Meter sind, können die Tunnel passieren. An einigen Steigungsstrecken mit Haarnadelkurven ist die Straße nur einspurig befahrbar. Die Regelung erfolgt durch eine Ampelanlage. Die Wartezeit ist auf einer Anzeigetafel ablesbar und kann 20 Minuten dauern.